# 鈴木富子
鈴木 富子（すずき とみこ、1956年1月3日 - 2003年7月7日）は、日本の女性声優。愛知県出身。青二プロダクション最終所属。

## 来歴
中学生時代に声優の仕事に憧れ、後に目指すようになったという。愛知県から東京都に大きな期待を持って上京したが、大学は面白くなく、「東京じゃなきゃ出来ないことを何かやってみたいなァ」と思っていたという。偶々見ていた雑誌の広告で東映オーディオタレントスクールの夜間部生徒募集を見て、「これなら、大学行きながらでもできる……」と入学し、二松學舍大学国文科在学中から同スクールに通い、同スクール卒業。1975年、『一休さん』の黙念役でデビュー。
2003年7月7日、急性心不全のため死去。47歳没。同年7月19日に公開された『ポケットモンスター アドバンスジェネレーション 七夜の願い星 ジラーチ』（ジラーチ役）が遺作となった。

## 人物
役柄としては、元気で能天気な男の子役を得意としており、天性の邪気のない声に魅了されたことで知られていた。幼い女の子も演じていた。
趣味はハイキング。

## 後任
鈴木の死後、持ち役を引き継いだ人物は以下の通り。
| 代役・後任     | 役名               | 作品                              | 代役・後任の初出演                                         | 備考       |
| -------------- | ------------------ | --------------------------------- | ---------------------------------------------------------- | ---------- |
| 杉本沙織       | 山村喜三太         | 『忍たま乱太郎』                  | 第12期                                                     |            |
| 大和田仁美     | 山村喜三太         | 『忍たま乱太郎』                  | 第30期                                                     | [ 注釈 1 ] |
| 渡辺久美子     | そうこ             | 『忍たま乱太郎』                  | 第12期                                                     |            |
| 吉田小南美     | そうこ             | 『忍たま乱太郎』                  | 第15期                                                     |            |
| 西川宏美       | 事務員のおばちゃん | 『忍たま乱太郎』                  | 第16期                                                     |            |
| 優希比呂       | デンデ             | 「ドラゴンボールシリーズ」        | 『ドラゴンボールZ Sparking! NEO』                          | [ 注釈 2 ] |
| 平野綾         | デンデ             | 「ドラゴンボールシリーズ」        | 『ドラゴンボール改』                                       |            |
| 牛田裕子       | マーロン           | 「ドラゴンボールシリーズ」        | 『ドラゴンボール改』                                       |            |
| 鈴木真仁       | ベエ               | 「ドラゴンボールシリーズ」        | 『ドラゴンボール改』                                       |            |
| 倖月美和       | リン               | 『北斗の拳』                      | 『北斗の拳』（アーケード&PlayStation 2用対戦格闘ゲーム版） |            |
| あきやまかおる | リン               | 『北斗の拳』                      | 『北斗の拳〜北斗神拳伝承者の道〜』                         |            |
| 佐藤利奈       | 青葉弥生           | 『キャプテン翼』テレビアニメ第1作 | 『キャプテン翼 〜たたかえドリームチーム〜』                |            |
| 広橋涼         | 石原やすこ         | 『ちびまる子ちゃん』              | 第2期第469話                                               |            |
| 越川詩織       | ペンギンぼうや     | 『それいけ!アンパンマン』         | 第1409話Aパート                                            | [ 注釈 3 ] |

## 出演
太字はメインキャラクター。

### テレビアニメ
1975年
- 一休さん（黙念）

1977年
- ジェッターマルス（タマ夫）
- 女王陛下のプティアンジェ（子供、ビリー）

1978年
- 宇宙海賊キャプテンハーロック（1978年 - 1979年、キリカ、子供、ちび）

1979年
- 銀河鉄道999（メッキー、さくら、生命体A、赤ん坊）
- くじらのホセフィーナ（ローサ）
- サイボーグ009（1979年版）（1979年 - 1980年、少女、チエミ、シーラ）

1980年
- がんばれ元気（みちこ）
- ニルスのふしぎな旅（モルテンの子供達、ガンの子供、女の子、次男 他）
- 魔法少女ララベル

1981年
- あしたのジョー2
- 怪物くん（第2作）
- 銀河旋風ブライガー（1981年 - 1982年、ポヨン）
- タイガーマスク二世（次郎）
- ハロー!サンディベル（エミリー、ポール、ボス 他）
- めちゃっこドタコン（団エミ、立花一作）
- まいっちんぐマチコ先生（ヒロシ）

1982年
- あさりちゃん（ミツコ 他）
- おちゃめ神物語コロコロポロン（美女、子イルカ、少年A）
- 銀河烈風バクシンガー（キャシー・ルー〈初代〉）
- ゲームセンターあらし（子供D）
- The・かぼちゃワイン（まどか）
- Dr.スランプ アラレちゃん（カミナリ坊や）
- パタリロ!
- わが青春のアルカディア 無限軌道SSX（セルの少女）

1983年
- 愛してナイト（女店員、女の子B）
- キャプテン翼（弥生）
- 光速電神アルベガス（円条寺夏子〈初代〉、哲也少年、大富ルミ、白井里子）
- ストップ!! ひばりくん!（大空すずめ）
- スペースコブラ
- ナイン2 恋人宣言（女生徒）
- プラレス3四郎（1983年 - 1984年、少年、子供、看護婦）
- まんが日本史（女の子）
- みゆき（女の子、主婦、女生徒、生徒）

1984年
- GALACTIC PATROL レンズマン（ソル）
- 宗谷物語（順一、順子）
- ドラえもん
- とんがり帽子のメモル（ルー）
- パーマン（少年、看護婦、振りつけ師、バッジ 他）
- 北斗の拳（1984年 - 1987年、リン、女児、給仕の女児）

1985年
- オバケのQ太郎（テレビ朝日版）（正太のいとこの女性）
- 超獣機神ダンクーガ（キーツ）

1986年
- ウルトラマンキッズのことわざ物語（ミドリ）
- がんばれ!キッカーズ（大地翔）
- ゲゲゲの鬼太郎（第3作）（1986年 - 1987年、ウタコ、ジュン、トミコ）
- 聖闘士星矢（1986年 - 1988年、ヤコフ、ミーメ〈少年時代〉）
- ドラゴンボール（1986年 - 1988年、村人たち、ギャル、タンメン、チューリー）
- ハイスクール!奇面組（1986年 - 1987年、出瀬清）
- ワンダービートS（アヤ）

1987年
- エスパー魔美（好男）
- 新メイプルタウン物語 パームタウン編（ポール）
- トランスフォーマー ザ☆ヘッドマスターズ（ダニエル）
- Bugってハニー
- ビックリマン（1987年 - 1989年、ヤマト王子/ ヤマト神帝 / ヤマト爆神）

1988年
- 闘将!!拉麵男（ワンタン）
- トランスフォーマー 超神マスターフォース（トニー）

1989年
- 美味しんぼ（1989年 - 1991年、子供D、まこと）
- キテレツ大百科（1989年 - 1995年、塚田、ヒロユキ、王様）
- 新ビックリマン（1989年 - 1990年、ヤマト王子 / ヤマト神帝）
- まじかるハット（1989年 - 1990年、ホットケン）
- 魔法使いサリー（1989年 - 1991年、マサシ、星太、ミツル）

1990年
- それいけ!アンパンマン（1990年 - 1991年、かいじゅうモカ〈初代〉、ピョン吉〈7代目〉、ペンギンぼうや〈2代目〉）
- ちびまる子ちゃん（1990年 - 1991年、としやくん、石原さん〈初代〉）
- ドラゴンボールZ（1990年 - 1996年、デンデ、マーロン、子犬）

1991年
- ウルトラマンキッズ 母をたずねて3000万光年（1991年 - 1992年、ミドリ）
- おちゃめなふたご クレア学院物語（ウォーカー先生）
- ゲッターロボ號（ジャシク）
- ドラゴンクエスト（第2部）（ミーコ）

1992年
- スーパービックリマン（カラビー）
- 笑ゥせぇるすまん

1993年
- 忍たま乱太郎（1993年 - 2003年、喜三太〈初代〉、そうこ〈初代〉、二郭伊助〈代役〉、事務員のおばちゃん〈初代〉、川西左近〈代役〉 他）

1994年
- 機動武闘伝Gガンダム（チャン）
- クレヨンしんちゃん（1994年 - 1997年、ブラックサンダーズの悪ガキA、ディック）

1995年
- アニメ世界の童話（ヘンゼル）

1996年
- 家なき子レミ（ミミ）
- 地獄先生ぬ〜べ〜（木村愛美）

1997年
- ドラゴンボールGT（マーロン）

1998年
- ドクタースランプ（1998年 - 1999年、モモタロウ、王城恋太）

### 劇場アニメ
1980年
- 地球へ…（ミュウの少年C）

1981年
- 宇宙戦士バルディオス（エミリー）
- シリウスの伝説（火の子達）
- ユニコ

1982年
- あさりちゃん 愛のメルヘン少女（少女）
- FUTURE WAR 198X年

1984年
- The・かぼちゃワイン ニタの愛情物語（まどか）
- パパママバイバイ（ハナヨ）

1985年
- カムイの剣（さゆり）
- キャプテン翼 危うし! 全日本Jr.（弥生）
- 戦国魔神ゴーショーグン 時の異邦人（看護婦）

1986年
- キャプテン翼 世界大決戦!! Jr.ワールドカップ（弥生）
- ドラゴンボール 神龍の伝説（パンジ）
- 北斗の拳（リン）

1988年
- ビックリマン 第一次聖魔大戦（ヤマト王子）
- ビックリマン 無縁ゾーンの秘宝（ヤマト神帝）

1989年
- 伊勢湾台風物語（西沢梅子）

1990年
- それいけ!アンパンマン おむすびまん（だんごちゃん）
- チンプイ エリさま活動大写真（リリンの弟）

1991年
- うしろの正面だあれ

1992年
- ドラゴンボールZ 激突!!100億パワーの戦士たち（デンデ）

1993年
- Dr.スランプ アラレちゃん んちゃ!ペンギン村より愛をこめて（空豆ピースケ）

1994年
- ドラゴンボールZ 超戦士撃破!!勝つのはオレだ（クリリンの娘）

1996年
- 映画 忍たま乱太郎（喜三太）

2003年
- 劇場版ポケットモンスター アドバンスジェネレーション 七夜の願い星 ジラーチ（ジラーチ）

### OVA
1986年
- ガルフォース ETERNAL STORY（トイル）
- 那由他（看護婦）

1988年
- 1ポンドの福音（藤田）
- ぷっつんメイクLOVE（小林由希）

1990年
- ウルトラ・スーパー・デラックスマン（片山の妻）
- 傷だらけの天使たち
- ビックリマン ロココ＆マリア奇跡（ヤマト爆神）

1991年
- おれ、夕子（弘和の母）
- 機動戦士ガンダム0083 STARDUST MEMORY（整備員A）

1993年
- ドラゴンボールZ外伝 サイヤ人絶滅計画（デンデ）

1996年
- ふたりの王子さま（カミラ）

1998年
- 忍たま乱太郎のがんばるしかないさ（喜三太）

### ゲーム
- ドラゴンボールZ 真サイヤ人絶滅計画 -地球編-（1994年、デンデ）
- クロックタワーゴーストヘッド（1998年、藤香、鷹野千夏）
- 北斗の拳 世紀末救世主伝説（2000年、リン）

### ドラマCD
- ビックリマン 新たなる出発（1991年、ジャーニ・ヤマト）

### 吹き替え

#### 映画
- 華麗なるギャツビー（パメラ〈パッツィ・ケンジット〉）※TBS版
- ナビゲイター（8歳のジェフ〈アルビ・ウィテカー〉）※日本テレビ版（HDニューマスター・エディションBD/DVD収録）
- 霊幻道士2 キョンシーの息子たち!（ガガの兄〈ツァイ・ムンカム〉）
- わたしは目撃者（ローリー〈チンジア・デ・カロリス〉）※フジテレビ版

#### アニメ
- アルビンとチップマンクス（アルビン）
- イウォーク物語（ティーボ）※VHS版

### 人形劇
- こどもにんぎょう劇場「赤ずきん」（赤ずきん）

### 映画
- ふ・し・ぎ・なBABY（天使の声）

### テレビ番組
- さんすうすいすい（NHK教育テレビ）リュウ（声の出演）
- 噂の!東京マガジン（TBSテレビ）「8ミリ隊が行く」・ナレーション
- ドリフのクリスマスプレゼント（フジテレビ）（声の出演）

### CM
- ファーファ（ぬいぐるみのファーファ）※日本リーバ時代